# Мультимедийный перевод
Мультимедийный перевод (аудиовизуальный перевод) —  специализированная отрасль перевода, занимающаяся переводом мультимодальных и мультимедийных текстов на другой язык и/или культуру и предполагающая использование мультимедийной электронной системы в процессе перевода или передачи.

## Использование
Мультимедийный перевод используется в разных областях, включая кино, телевидение, театр, рекламу, аудиовизуальные и мобильные средства коммуникации. Аудиовизуальный текст может быть обозначен как мультимодальный, если он создан и интерпретирован с применением различных семиотических ресурсов или «режимов». Когда различные режимы, такие как язык, изображение, музыка, цвет и перспектива комбинируются вместе в разных формах мультимедиа, а главная роль отводится экрану, аудиовизуальный текст можно охарактеризовать как мультимедийный.
Например, мультимодальная транскрипция, которая используется в кино. Фильм разбивается на кадры, каждый кадр анализируется для поиска всех семиотических модальностей, действующих в каждом из них.

## Научное исследование мультимедийного перевода
Перевод мультимедийных творческих работ — предмет научного исследования, подраздел переводоведения. Эта междисциплинарная область основана на широком спектре теорий, таких как теории глобализации и постглобализации, исследования рецепции, теория релевантности, социальные науки и культурологические исследования, социальная психология, исследования нарушения слуха.

## Виды мультимедийного перевода
Данный вид перевода находится под серьезным влиянием, как по форме, так и по существу его творческого процесса, от процесса и типа используемого устройства. Конкретные ограничения накладываются на цифровую графику, а также на время и режим использования.

### Дублирование
Дублирование, иногда известное как «синхронность губ», включает в себя как перевод, так и его синхронизацию, а также дублирование речи актеров и актрис. Когда-то считавшийся самой полной формой перевода, дубляж придерживается «распределения времени, фразы и движения губ исходного диалога» настолько, насколько возможно. Хотя этот вид обычно является межъязыковым, есть некоторые случаи внутриязыкового дубляжа, но он не является широко распространенным.

### Субтитрирование
Наиболее широко изучаемый вид мультимедийного перевода — субтитры. Субтитры — это языковой способ отображения письменного текста на экране, который передает «версию исходного текста на языке перевода». Данный вид состоит из многих подвидов, межъязыковое субтитрование используется наиболее часто, которое обычно отображается в открытых субтитрах. В местах, где говорят на нескольких языках, двуязычные субтитры используются для одновременного отображения двух разных языковых версий исходного текста.

### Закадровый перевод
Закадровый перевод включает в себя одновременную трансляцию оригинальной звуковой дорожки и перевода. Вначале слышен только оригинал, но громкость уменьшается, и переведенная версия становится более заметной до конца. Этот вид мультимедийного перевода обеспечивает реалистичный эффект, поэтому его обычно используют в документальных фильмах или интервью. Закадровый перевод считается «дешевой альтернативой дубляжу», поэтому это первый выбор для перевода фильмов в бывших коммунистических государствах, а также в некоторых странах Среднего Востока и Азии.

### Устный перевод
Устный перевод — это «устный перевод аудиовизуального продукта только одним говорящим». Устный перевод бывает разных типов: синхронный, последовательный, в режиме «live» или предварительно записанный. Этот вид обычно используется в интервью прямого эфира и в выпусках новостей.

### Супратитры
Супратитры схожи с субтитрами, однако состоят из одной непрерывной строки, которая отображается без прерывания. Всё чаще в театрах и оперных театрах перевод отображается либо над сценой, либо на спинках сидений. Несмотря на то, что переводы отображаются в режиме реального времени, они подготовлены заранее.

### Свободный комментарий
Свободный комментарий — это изменение аудиовизуального источника для совершенно новой аудитории с учетом культурных факторов или новых целей. Он звучит спонтанно, поэтому конечный продукт полностью отличается от оригинала. В большинстве случаев не делается попыток оставаться верным оригиналу, в результате чего перевод обычно содержит либо больше деталей, либо упущений. Этот вид мультимедийного перевода обычно используется, когда грамотность не является основной целью, например, в детских телешоу, документальных фильмах, юмористических видеороликах, пародиях на фильмы и корпоративных видеороликах.

### Частичное дублирование
Частичный дубляж заключается в добавлении предварительно записанного устного текста к исходной звуковой дорожке. Хотя он не является полным переводом, он предоставляет необходимую информацию на языке перевода.

### Комментарий
Комментарий состоит из предварительной подготовки, перевода и сжатия текста, который затем читают актеры и актрисы дубляжа. Цель — обеспечить достоверное краткое изложение оригинальной речи." Он может быть предварительно записан или исполнен вживую. Разница между комментарием и дублированием в том, что текст читается, а не исполняется. Комментарий также похож на закадровый перевод, но отличается тем, что конечный продукт более сжат и не всегда полностью соответствует стилю оригинала.

### Синхронный перевод
Также известен как «перевод с листа», выполняется на месте по заранее подготовленному сценарию на язык перевода. Он отличается от интерпретации тем, что «он принимает второй иностранный язык в качестве переходного языка». Он используется, когда более сложные методы аудиовизуального перевода не подходят из-за временных или финансовых ограничений. В результате он используется только в кинофестивалях и киноархивах.

### Живые субтитры
Также известны как «субтитры в реальном времени», они отличаются от обычных субтитров тем, что субтитры не записываются заранее, а вместо этого вставляются на месте. Этот режим мультимедийного перевода используется в прямых трансляциях для людей с нарушением слуха. Исходный звук и диалог прямого эфира воспроизводятся в программе распознавания речи. Эта новая версия включает знаки препинания и специальные функции для этой аудитории, которые затем преобразуются в субтитры с минимальной задержкой.

### Субтитры для людей с нарушением слуха
Данные субтитры предназначены для тех, у кого есть трудность воспринимать диалоги в фильме или телешоу на слух, и помогают «видеть» звук. Хотя данный вид мультимедийного перевода похож на субтитры, он добавляет вспомогательную информацию в дополнение к вербальному аспекту. Первоначально эти субтитры были доступны только для фильмов и предварительно записанных передач. Однако «растущее число законодательных и нормативных положений устанавливает минимальные требования к квотам» для вещательных компаний и компаний, занимающихся субтитрированием.

### Аудиодескрипция
Аудиодесккрипция используется для незрячих или слабовидящих людей, она помогает, например, комментариями, касающихся визуальных аспектов фильма или телешоу. Дорожка аудиодескрипции не мешает исходному диалогу, поскольку она вставляется во время тихих частей. Аудиодескриптор старается сбалансировать то, что необходимо для сюжета, не перегружая аудиторию избыточной информацией. Эти конкретные дескрипции будут записаны, они также могут быть сделаны вживую (хотя подготовлены заранее), например, в театрах. Этот вид мультимедийного перевода стал важным для «обеспечения доступности аудиовизуальных продуктов для людей с нарушением зрения».

### Анимация
Анимация включает в себя перевод, а также написание сценария. Переводчик берет немые изображения, такие как мультфильмы и создает сценарий с нуля. Несмотря на то, что он похож на свободный комментарий, он отличается тем, что в анимации нет предварительного сценария.

### Двойная версия
Двойные версии — это продукты, которые включают два или более языков, каждый актер или актриса играют свою роль на своем языке. Конечный продукт затем дублируется и синхронизируется, чтобы остался только один язык.

### Ремейк
Ремейки контекстуализируют фильм, чтобы он соответствовал целевой аудитории и культуре. Эти переводы сосредоточены на ценностях и идеологии, поэтому лингвистический аспект продукта имеет меньшее значение. Данный вид мультимедийного перевода в основном используется для европейских фильмов, переделанных для американской аудитории.

## Обучение
С конца 1990-х годов мультимедийный перевод нашел свое применение в образовании. Группы бакалавриата и магистратуры по данному предмету открыты в нескольких университетах Европы и США (Бостон, Даллас, Форли, Генуя, Лидс, Пиза, Питтсбург, Турин, Удине, Барселона, Виго, Винтертур).